# Kitty Calis
Kitty Calis is een Nederlandse computerspelontwikkelaar en producent met ervaring in marketing en public relations voor diverse initiatieven binnen de computerspelindustrie. Ze heeft samengewerkt met Jan Willem Nijman aan meerdere projecten, waaronder Minit en Disc Room, en werkte aan zowel indie- als AAA-spellen, zoals Horizon Zero Dawn bij Guerrilla Games. Daarnaast was ze actief in evenementen als Game Developers Conference en publicaties zoals Control.

## Carrière
Calis is werkzaam als freelancer op het gebied van marketing en public relations binnen de computerspelindustrie. Ze heeft zich beziggehouden met marketing- en pr-activiteiten voor onder andere Unity en het indiespel Action Henk van RageSquid. Daarnaast was zij enkele jaren werkzaam bij Guerrilla Games, waar ze als producent betrokken was bij de ontwikkeling van Horizon Zero Dawn.
Ze werkte regelmatig samen met Jan Willem Nijman aan diverse projecten en was medeontwikkelaar van kleinschalige spellen zoals Fold, Microdoctor en Hoky. In samenwerking met Nijman, Jukio Kallio en Dominik Johann bracht zij het spel Minit uit. Daarnaast werkte zij met Nijman, Terri Vellmann en Doseone aan Disc Room en ontwikkelde zij samen met Nijman, Kallio en Johann Minit Fun Racer, waarvan de opbrengsten werden gedoneerd aan een goed doel.
Daarnaast was Calis vier jaar lang actief als editor en projectmanager bij Control, een publicatie gericht op de Nederlandse computerspelindustrie. Ook was zij lid van de adviesraad van GDC Europe en maakte zij deel uit van de curatiecommissie voor Nederland en België bij de European Game Showcase.
Calis heeft een actieve rol gespeeld in verschillende initiatieven binnen de computerspelontwikkelingsgemeenschap. Ze was medeorganisator van evenementen zoals de Local Multiplayer Picnic en de Utrecht Indie Meetups en hielp bij de organisatie van filmvertoningen van, onder andere, Indie Game: The Movie. Daarnaast droeg zij bij aan grotere branche-evenementen zoals de Control Conference en de Dutch Game Awards.

## Erkenning
In 2017 werd Kitty Calis opgenomen in de Forbes 30 Under 30-lijst in de categorie 'Games'.